# ورنر لوئگ
ورنر لوئگ (آلمانی: Werner Lueg; ۱۶ سپتامبر ۱۹۳۱ – ۱۳ ژوئیهٔ ۲۰۱۴) دونده دو نیمه‌استقامت اهل آلمان بود.